# Liotryphon aruni
Liotryphon aruni är en stekelart som beskrevs av Gupta och Tikar 1976. Liotryphon aruni ingår i släktet Liotryphon och familjen brokparasitsteklar. Inga underarter finns listade i Catalogue of Life.